# Цисс Григорій Іванович
Григорій Іванович Цисс (12 квітня (24 квітня) 1869, м. Рівне — 30 грудня 1934, м. Полтава) — український художник і педагог.
З 1889 навчався в Московському училищі живопису, скульптури та архітектури, з 1896 р. по 1900 р. — в Петербурзькій Академії мистецтв (у І. Рєпіна). Згодом жив і працював у Полтаві. З 1920 по 1925 рр. — викладач у художніх студіях Полтави.
Працював у галузі портретного живопису. Головні твори: «Сорочинська трагедія» (1905), портрети Т. Шевченка (1900-их pp. і 1929), «Жіночий портрет» (1914), Автор портретів художників В. Магденка (1916–1917), Т. Горобця (1930), В. Волкова, Г. Мясоєдова, О. Печерської, артиста М. Вільшанського.
Твори Цисса зберігаються переважно у Полтавському Художньому Музеї; 1956 в Полтаві влаштовано виставку його творів.

## Вшанування пам'яті
У місті Полтава вулицю Сурікова перейменували на вулицю Григорія Цисса.